# Сираково (област Враца)
Вижте пояснителната страница за други значения на Сираково.
Сира̀ково е село в Северозападна България. То се намира в община Борован, област Враца.

## История
Първите обитатели в неговите околности са от каменомедната епоха IV хилядолетие пр.н.е. те основали селище в местността „Пчелиня“, където се открива керамика, оръдия от кремик и камък. В същата местност има останки от тракийско селище, обитавано през първото хилядолетие пр.н.е. на север оттук има две могили, а на запад една. това са могили гробници на местни тракийски владетели или герой живели в същото селище. По време на римското господство (I-IV век) върху естествената височина наричана калето римляните изградили укрепление чийто останки били сравнително добре запазени до края на миналия век. Селото е отбелязано с името Sirikovo в „Оригинална карта на Дунавска България и Балканът“ на Феликс Каниц от 1880 г.

## Население
Преброяване на населението през 2011 г.
Численост и дял на етническите групи според преброяването на населението през 2011 г.:
|                     | Численост | Дял (в %) |
| Общо                | 225       | 100,00    |
| Българи             | 201       | 89,33     |
| Турци               | 0         | 0,00      |
| Цигани              | 0         | 0,00      |
| Други               | 0         | 0,00      |
| Не се самоопределят | 0         | 0,00      |
| Неотговорили        | 22        | 9,77      |